# 火地省 (智利)

火地省（西班牙語：Provincia de Tierra del Fuego）是智利的54個省份之一，位於該國南部，地處大火地島以西，由麥哲倫-智利南極大區負責管轄，首府設於波韋尼爾，面積22,592平方公里，2002年人口6,904，人口密度每平方公里0.3人。